# جيم أوسلو
جيم أوسلو باسلو(بالتركية: Cem Uslu)‏ هو ممثل تركي ولد في 10 يوليو 1990 في أنقرة. بدأ مشواره الفني في عام 2012 بمشاركته في مسلسل " الحفرة " بدور متين. كما شارك في مسلسلات أخرى مثل " سيدة القرية " بدور فريد و" رائحة الفراولة " بدور صدفة. لديه شقيقة تدعى زهرة باسلو وهي ممثلة أيضاً.

## أبرز الأعمال
| المسلسلات التلفزيونية | المسلسلات التلفزيونية       | المسلسلات التلفزيونية | المسلسلات التلفزيونية |
| السنة                 | الإسم                       | الدور                 | ملاحظات               |
| --------------------- | --------------------------- | --------------------- | --------------------- |
| 2013-2014             | مختفي                       | المفوض كمال           |                       |
| 2013-2014             | القبضاي                     | سيت                   |                       |
| 2017-2021             | الحفرة                      | متين يامان            |                       |
| 2022                  | أبي (مسلسل)                 | Ceyhun Kömürcü        |                       |
| سينما                 |                             |                       |                       |
| السنة                 | الإسم                       | الدور                 | ملاحظات               |
| 2023                  | Biz Kimden Kaçıyorduk Anne? |                       | ضيف شرف               |
| 2011                  | نسر أناضولي (فيلم)          | Asb. Ali Kaya         |                       |
| 2011                  | Aşk Tesadüfleri Sever       | Cem                   |                       |
| 2016                  | Siccîn 3: Cürmü Aşk         | Sedat                 |                       |